# Magyar Anjou-legendárium

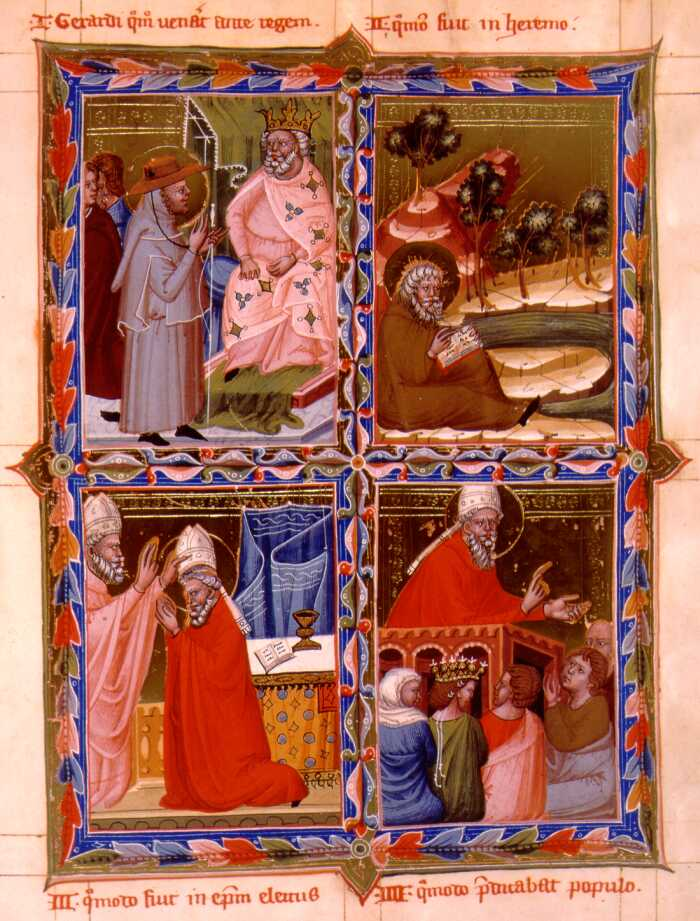
Szent Gellért története a Magyar Anjou-legendáriumban

Magyar Anjou-legendárium (1320/1340) „Acta Sanctorum pictis imaginibus adornata” vagy Vatikáni Képes Legendárium, illetve Szentek élete. A kódex tartalma Jézus Krisztus és a szentek élete képekben elbeszélve.
A temperával festett és aranyozott képeket tartalmazó pergamen-kódex 140 lapja a világ több nagy gyűjteményének – Róma: Vatikáni Apostoli Könyvtár, Szentpétervár: Ermitázs, New York: Pierpont Morgan Library, Berkeley: Bancroft Library, Washington: Metropolitan Museum Library, Párizs: Louvre – állományát gazdagítja.
Károly Róbert és a gyermek András herceg itáliai utazása alkalmából készült az a legendagyűjtemény, amelynek töredékei a világ nagy múzeumaiban találhatóak. A gyűjtemény az Anjou-ház szempontjából fontos szentek történeteit tartalmazza, gyermekek számára készült, csak képaláírásnyi szövegeket tartalmaz. Károly Róbert és felesége, Lokietek Erzsébet készíttette. Festője Hertul mester, írója Roberto da Mileto. A Vatikáni Apostoli Könyvtárban van 106 db 283 x 215 mm-es lap.

## Képek

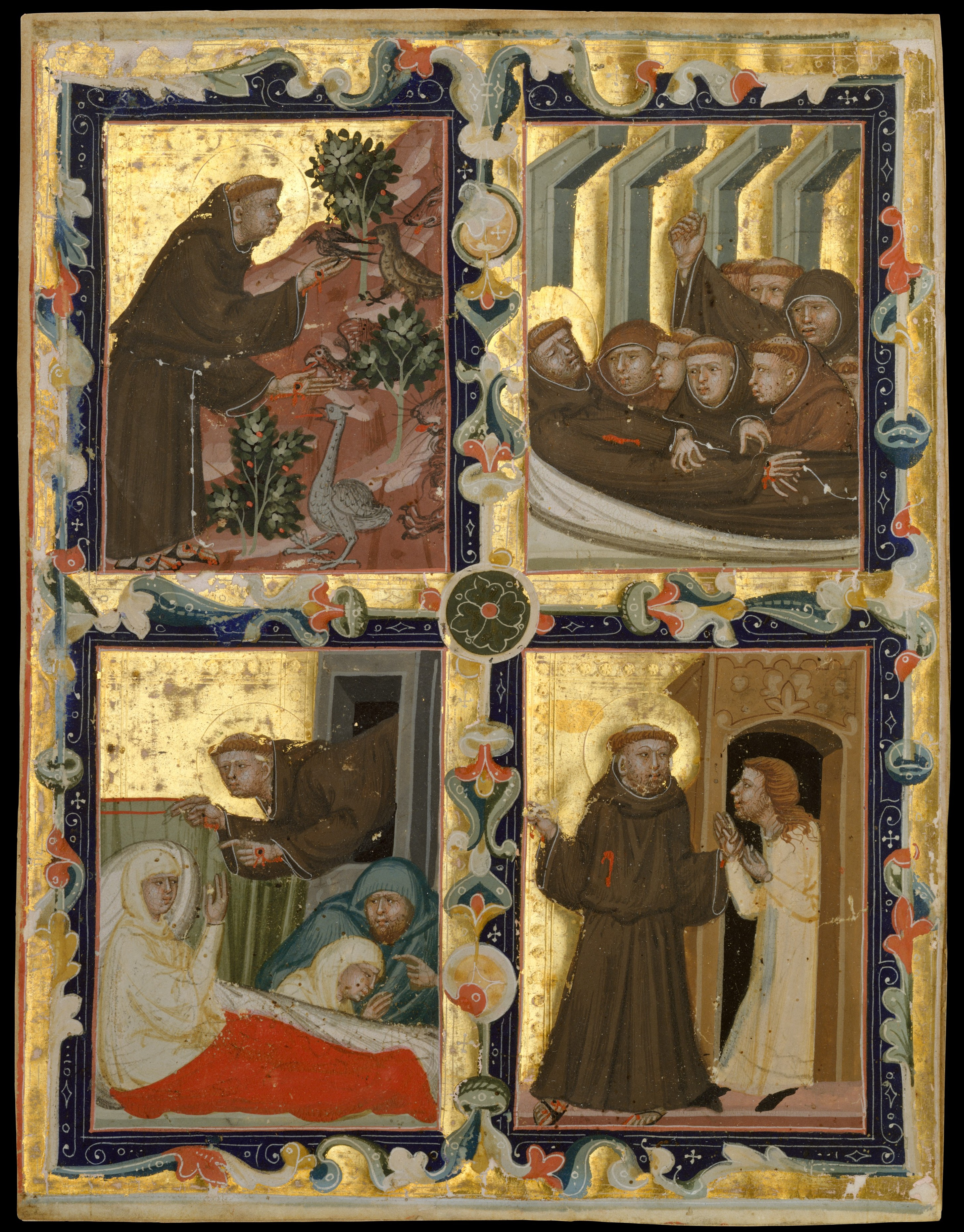

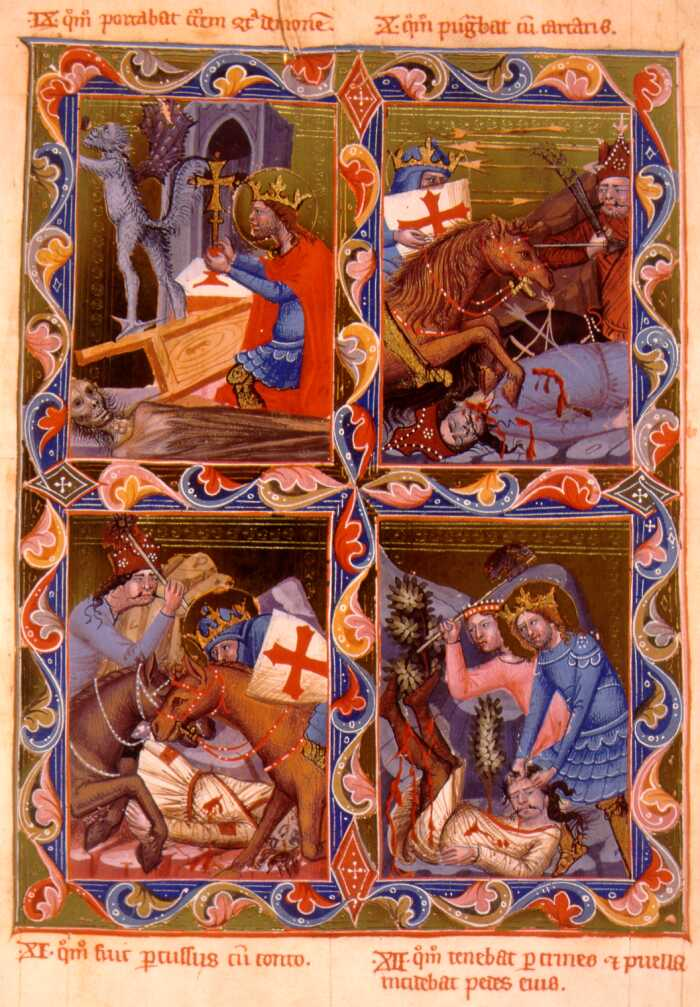
1. A király kereszttel védekezik a démon ellen 2. Szent László harca a kunokkal 3. Szent László megsebesül 4. Szent László birkózik a kunnal, akinek lábát a lány elvágja
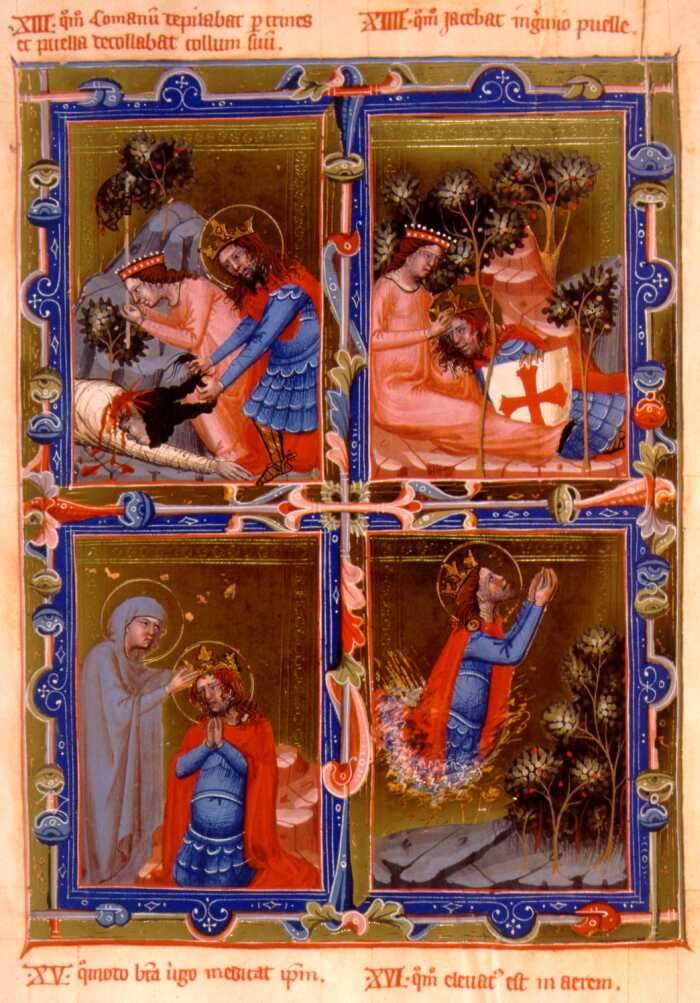
1. A leány lefejezi a kunt 2. Szent László megpihen a leány ölében 3. Szűz Mária meggyógyítja a király sebeit 4. A király ima közben a levegőbe emelkedik
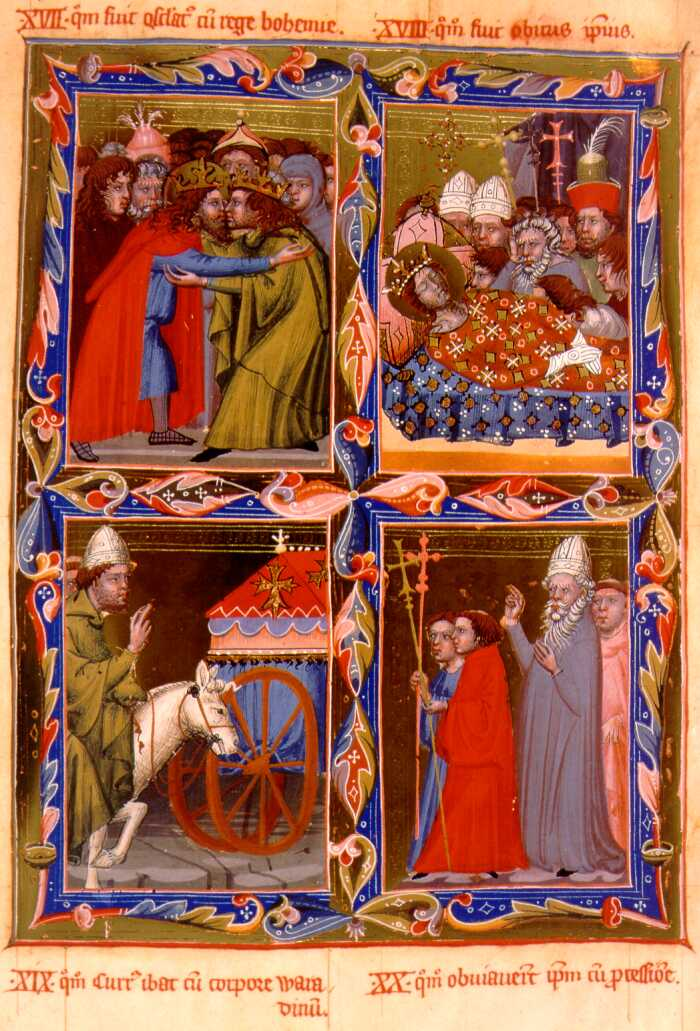
1. László megcsókolja a cseh királyt 2. A Szent halála 3. László testét a kocsi Váradra viszi 4. Váradon körmenet fogadja a királyt
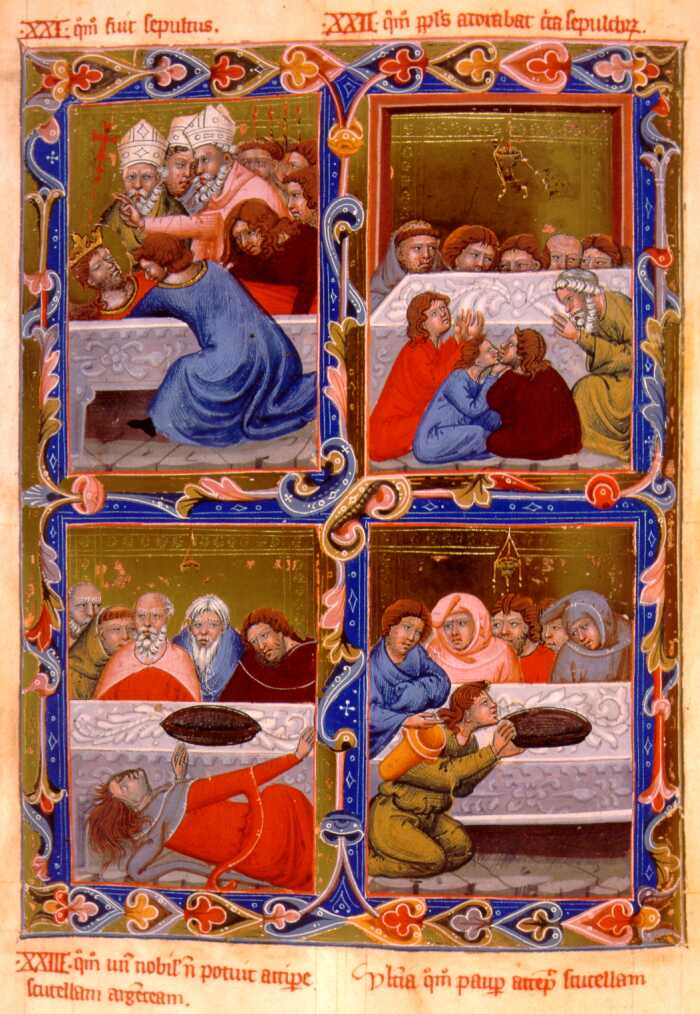
1. Szent László király temetése 2. A nép imádkozik a király sírja körül 3. Egy nemes nem tudja felemelni a síron lévő ezüsttálat 4. A szegény ember felemeli az ezüsttálat
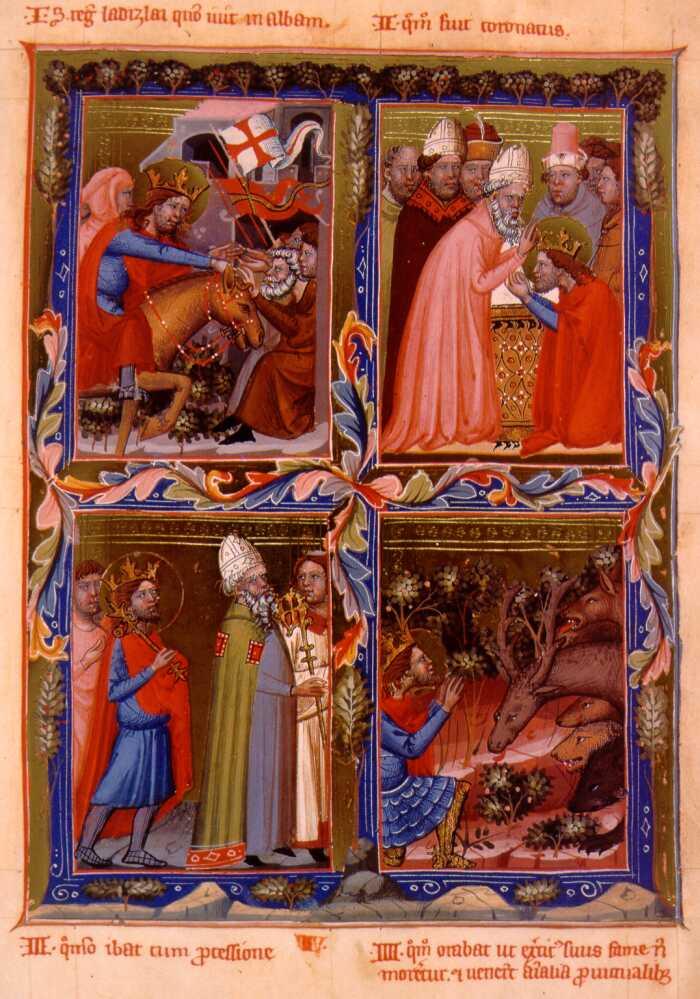
1. A király serege felégeti a besenyők házait 2. Szent László imádkozik a templomban 3. A halott képében megjelenő ördög a Szent arcába vágja köpenyét 4. Az ördög megüti Lászlót a ravatallal

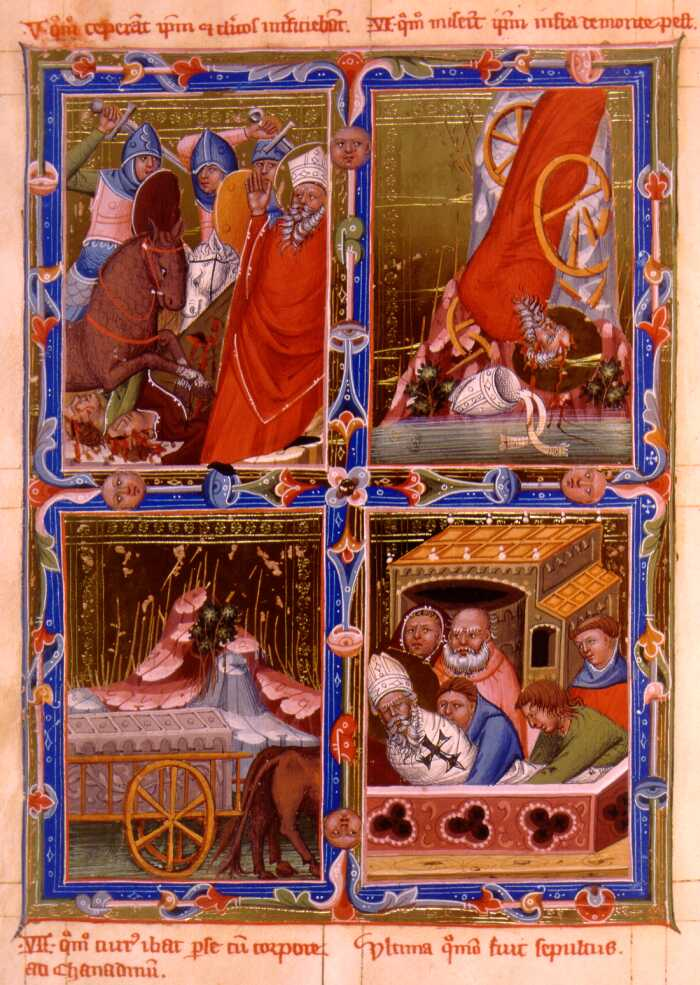
Szent Gellért halála a Magyar Anjou Legendáriumban
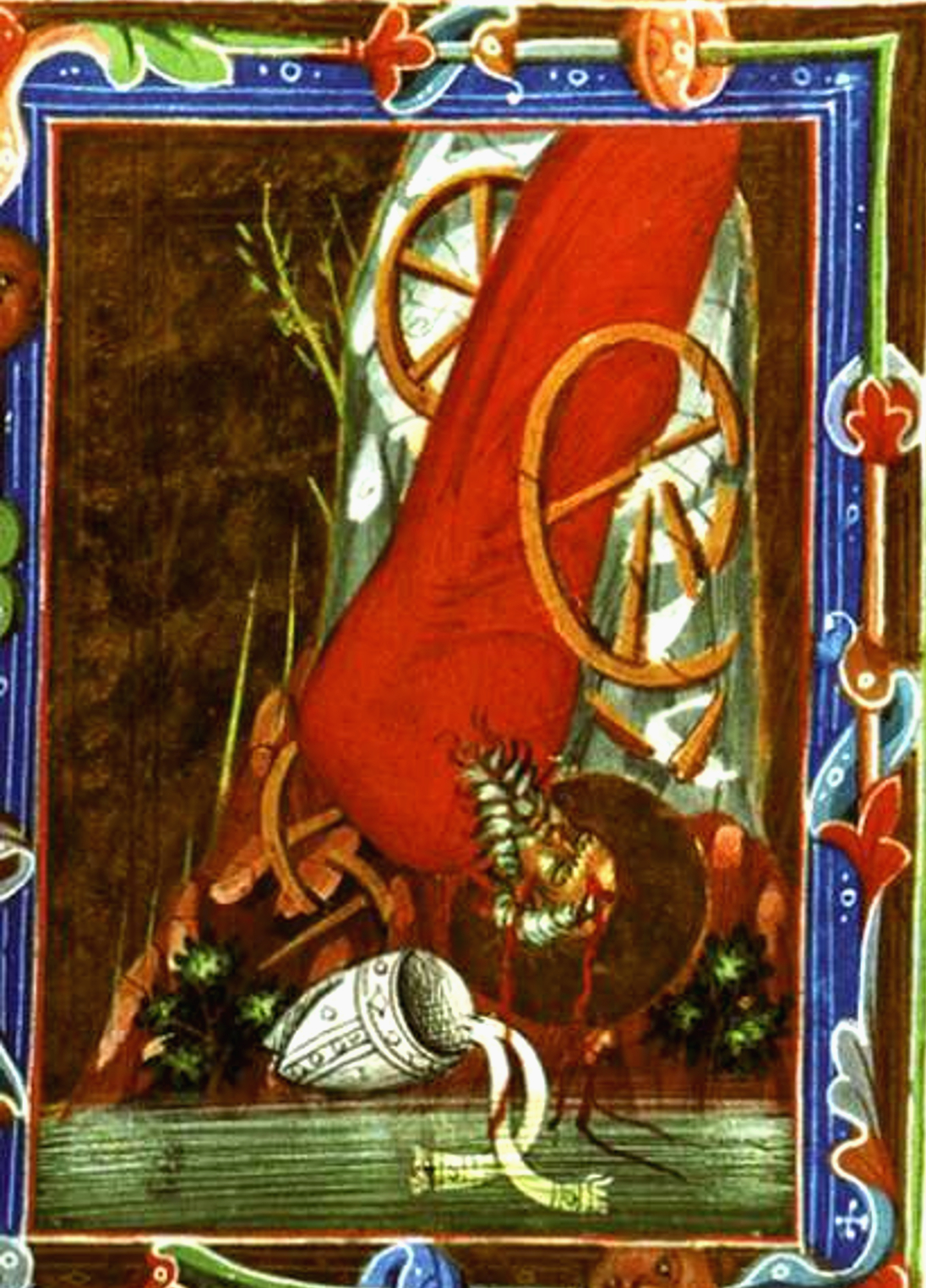
Szent Gellért halála a Magyar Anjou Legendáriumban